# Hans Hessner
Hans Otto Hessner, född 18 september 1920 i Nyköpings östra församling i Södermanlands län, död 26 september 2017, var en svensk företagsledare.
Hessner var utbildad vid Kungliga Tekniska högskolan (KTH), där han tog examen 1946, men läste också företagsekonomi vid Handelshögskolan i Stockholm (HHS) 1947–1948. Han hade anställningar hos Krigsmaterielverket 1946–1947 och Försvarets Fabriksverk 1947–1949. Hessner började hos Stille-Werner AB som driftsingenjör 1949, blev direktörsassistent 1955, vice VD 1960 och var VD där 1970–1976 samt styrelseledamot från 1970. Han var sedan direktör hos Mo och Domsjö AB 1977–1985.
Hessner var son till bankdirektören Otto Hessner och Emy, ogift Werner. Han var bror till Brita Zacke. Hans Hessner var från 1947 till hustruns död gift med reklamskribenten Christina Petterson (1923–2013), dotter till köpmannen Carl Petterson och Milda, ogift Ljungwall. De fick barnen Lars Hessner (1949–2008), Ulf (1951), Ann (1956) och John (1964).